# Hingham (Montana)
Hingham es un pueblo ubicado en el condado de Hill en el estado estadounidense de Montana. En el Censo de 2010 tenía una población de 118 habitantes y una densidad poblacional de 266,43 personas por km².

## Geografía
Hingham se encuentra ubicado en las coordenadas 48°33′20″N 110°25′17″O / 48.55556, -110.42139. Según la Oficina del Censo de los Estados Unidos, Hingham tiene una superficie total de 0.44 km², de la cual 0.44 km² corresponden a tierra firme y (0%) 0 km² es agua.

## Demografía
Según el censo de 2010, había 118 personas residiendo en Hingham. La densidad de población era de 266,43 hab./km². De los 118 habitantes, Hingham estaba compuesto por el 91.53% blancos, el 0% eran afroamericanos, el 3.39% eran amerindios, el 0.85% eran asiáticos, el 0% eran isleños del Pacífico, el 0% eran de otras razas y el 4.24% pertenecían a dos o más razas. Del total de la población el 0.85% eran hispanos o latinos de cualquier raza.